# Soudain l'hiver dernier
Pour plus de détails, voir Fiche technique et Distribution.
Soudain, l'hiver dernier ou Homophobie à l'italienne (ce dernier titre donné à une diffusion télé en 2012, en italien : Improvvisamente l'inverno scorso / Soudain l'hiver dernier, sur le modèle du titre du film Soudain l’été dernier) est un film documentaire italien réalisé en 2007 par Gustav Hofer et Luca Ragazzi.

## Synopsis

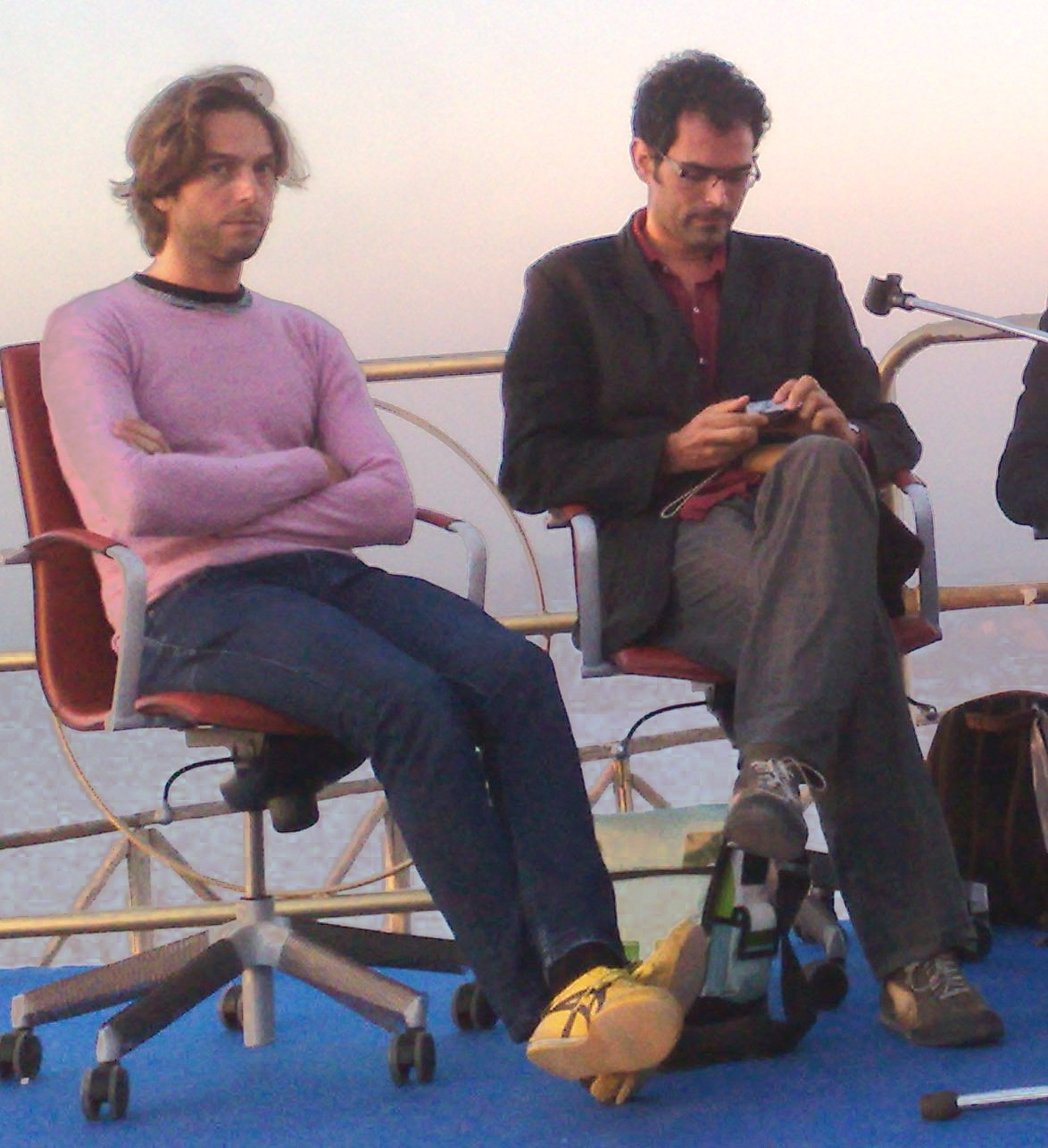
Gustav Hofer et Luca Ragazzi.

Gustav et Luca forment un couple homosexuel de journalistes italiens vivant ensemble depuis huit ans. Leur vie quotidienne est bouleversée quand le gouvernement de centre-gauche décide, en 2007, de présenter un projet de loi (DiCo), sorte de pacs à l'italienne.
Le sujet est débattu par le public et les médias, jusqu'à ce que la prévalence d'une politique culturelle et coextensive avec en partie des idées homophobes, ralentisse le passage du projet de loi. Finalement la loi n'est pas votée. Luca et Gustav sont confrontés à une réalité qui leur est jusque-là inconnue et essayent de comprendre.
Le documentaire montre les controverses, les discours et les commentaires des hommes politiques (dont Cesare Salvi, Rocco Buttiglione, Paola Binetti, Barbara Pollastrini, Franco Grillini), les réactions de la population, les manifestations en faveur de « la famille » comme le Family Day, les talk-shows, le travail parlementaire et des interventions dans les médias.
Le documentaire a remporté une mention spéciale au 58e Festival international du film de Berlin (ou Berlinale), section Panorama.

## Fiche technique
- Titre : Soudain, l'hiver dernier
- Titre original : Improvvisamente l'inverno scorso
- Réalisation : Gustav Hofer et Luca Ragazzi
- Scénario : Gustav Hofer, Lorenzo Lupano et Luca Ragazzi
- Photographie : Gustav Hofer et Luca Ragazzi
- Montage : Desideria Rayner
- Production : Gustav Hofer
- Société de production : HIQ Productions
- Pays :  Italie
- Genre : Documentaire
- Durée : 85 minutes
- Dates de sortie : 
  -  Allemagne : 12 février 2008 (Berlinale)